# Claudia Brücken
Claudia Brücken (Berching, 7 dicembre 1963) è una cantante e produttrice discografica tedesca, nota per essere stata la voce dei gruppi synth pop Propaganda e Act negli anni ottanta.

## Biografia

### Gli esordi con i Propaganda
Nel 1982 Brücken si unì al gruppo Propaganda, trasferendosi a Londra, dove firmarono un contratto con la ZTT Records. Il gruppo pubblicò alcuni singoli di grande successo, come Dr Mabuse (1984), Duel e P-Machinery (1985). Il 14 febbraio 1985 Claudia Brücken sposò il giornalista musicale britannico Paul Morley, che era uno dei fondatori della casa discografica ZTT e nel luglio dello stesso anno uscì A Secret Wish, il primo LP del gruppo. Mentre il gruppo era impegnato nella promozione del disco e nella stesura dei brani per quello successivo tra i membri sorsero attriti e tensioni, attribuibili principalmente alla relazione della cantante con Morley e al contratto scarsamente remunerativo che il gruppo aveva firmato con l'etichetta. Nel 1986 i Propaganda lasciarono la ZTT e la Brücken decise di lasciare il gruppo per restare con la casa discografica.

### Il periodo con gli Act e la carriera solista
Si unì a Thomas Leer per creare il gruppo degli Act, che nel 1988 pubblicarono il loro unico album, Laughter, Tears and Rage. Nel 1991 Claudia Brücken pubblicò un album solista, Love: And a Million Other Things per la Island Records. Dall'album vennero estratti due singoli per il mercato britannico, Absolut(e) e Kiss Like Ether. Per tutto il resto degli anni novanta la Brücken si dedicò soprattutto al suo ruolo di madre (lei e Morley hanno una figlia) facendo alcune apparizioni come ospite in lavori di altri artisti.
Nel 1996, mentre stava lavorando ai pezzi di un possibile secondo album solista aveva incontrato Paul Humphreys degli OMD.
I due iniziarono a lavorare insieme ai pezzi e in seguito intrecciarono una relazione sentimentale, stabilendosi insieme a Londra.

### La riunione dei Propaganda
Nel 1998 aderì alla riunione dei Propaganda, che iniziarono a lavorare per produrre nuovo materiale. Completarono diversi brani, girando anche un videoclip, mostrato in anteprima sul loro sito ufficiale all'inizio del 2000; tuttavia la riunione non si concretizzò e alla fine non pubblicarono alcun nuovo album, anche se nove brani entrarono in circolazione nella rete. Due di questi sono stati in seguito pubblicati a nome Onetwo; Cloud Nine - scritta insieme a Martin Gore dei Depeche Mode - e Anonymous.

### Gli anni duemila
Alla fine del 2000 Brücken e Humphreys hanno fatto un breve tour negli Stati Uniti con il nome di Paul Humphreys of OMD: OMD Revisited. Il tour è iniziato a Salt Lake City e i due musicisti hanno eseguito sia pezzi dei Propaganda e degli OMD che brani nuovi di loro composizione. Nel giugno, come Onetwo, 2004 sono diventati i primi artisti a distribuire il loro nuovo materiale esclusivamente via Ebay, mettendo in vendita un EP di cinque tracce intitolato Item. Gli Onetwo hanno debuttato dal vivo nel settembre 2004 alla Carling Academy di Islington.
Nel 2005 è uscito l'album Another Language, frutto della collaborazione tra la Brücken e il pianista Andrew Poppy. Il disco contiene cover di altri artisti eseguite solo per pianoforte e voce.
Lo stesso anno ha prestato la sua voce per la registrazione di due canzoni di Electric Blue, l'album del debutto come solista di Andy Bell già cantante degli Erasure.
Gli Onetwo hanno pubblicato il loro primo album, Instead il 26 febbraio 2007. Si sono esibiti come supporter di Erasure e The Human League nella seconda metà dello stesso anno.
Nel 2011 ha prestato la sua voce ad L.A. Noire, un videogame ambientato a cavallo tra gli anni 40 e 50, doppiando il personaggio Elsa Lichtmann e interpretando la colonna sonora del videogioco stesso.
Nel 2012 torna sulle scene con un album di cover intitolato The Lost Are Found prodotto da Stephen Hague.
Ad ottobre 2014 realizza, per l'etichetta indipendente Cherry Red, l'album Where Else, il primo di inediti dal 1991, da cui estrae 3 singoli: Nevermind, Letting Go e Walk Right In. All'album fa seguito un mini-tour inglese ad inizio 2015.
L'8 giugno 2015 esce Love & Hate, un doppio CD che ripercorre la storia degli Act.
Nel 2018 collabora con Jerome Froese (figlio del più famoso Edgar Froese, fondatore dei Tangerine Dream) per la realizzazione dell'album Beginn, composto da undici tracce.

## Discografia

### Come solista
Album in studio
- 1991 – Love: And a Million Other Things (Island)
- 2012 – The Lost Are Found (There There Music)
- 2014 – Where Else... (Cherry Red)
- 2018 – Beginn (con Jerome Froese) (Cherry Red)

Raccolte
- 2011 – Combined (Salvo/Soulfood Music)

Album dal vivo
- 2012 – This Happened: Live at the Scala (Salvo/Soulfood Music)

Singoli
- 1991 – Kiss Like Ether
- 2013 – One Summer Dream
- 2014 – Nevermind
- 2014 – Letting Go
- 2015 – Walk Right In
- 2018 – Cards

Come artista ospite
- 1985 – When Your Heart Runs Out of Time (Glenn Gregory feat. Claudia Brücken)
- 1996 – I'll Found a Way (The Brain feat. Claudia Brücken)
- 1997 – Oceanhead (Oceanhead feat. Claudia Brücken)
- 2003 – Unknown Treasure (Blank & Jones feat. Claudia Brücken)

### Con i Propaganda
Album in studio
- 1985 – A Secret Wish (ZTT)
- 2022 – The Hearts Is Strange (ZTT/Universal)

Album di remix
- 1985 – Wishful Thinking (ZTT)

### Con gli Act
Album in studio
- 1988 – Laughter, Tears and Rage

### Con gli OneTwo
Album in studio
- 2007 – Instead

EP
- 2004 – Item